# Komunitní centrum
Komunitní centrum je zařízení sloužící ke konání nejrůznějších aktivit (například kulturních, vzdělávacích nebo tělovýchovných) pro určitou komunitu anebo k poskytování sociálních služeb zejména sociálně vyloučeným osobám. Centra provozují církve, ale i obecně prospěšné a další společnosti.
V pražské arcidiecézi římskokatolické církve se takto označuje centrum společensko-duchovních aktivit pro potřeby farnosti i širokou veřejnost, jehož součástí je povětšinou i kostel téhož zasvěcení. Budování komunitních center (zejména na pražských sídlištích) patřilo mezi priority kardinála Vlka, pražského arcibiskupa v letech 1991 až 2010. Pražská arcidiecéze pokračuje ve výstavbě komunitních center i po roce 2010, a to zejména formou rekonstrukcí farních budov. Děje se tak na území Prahy s přispěním evropského dotačního programu Pól Růstu, tak na území malých obcí Středočeského kraje za přispění dotací z Místních akčních skupin (MAS).

## Komunitní centra vpražské arcidiecézi
- Komunitní centrum sv. Prokopa v pražských Stodůlkách (otevřeno v roce 2001)[3]
- Komunitní centrum Matky Terezy v Praze na Chodově (otevřeno v roce 2007)[4]
- Komunitní centrum sv. Jiljí v Uhlířských Janovicích (otevřeno v roce 2008)[5]
- Komunitní centrum sv. Jana Vianneye v Českém Brodě (otevřeno v roce 2012)[6][7]
- Kostel Krista Spasitele a komunitní centrum Praha-Barrandov v pražských Hlubočepích (otevřeno v roce 2020)[8]
- Komunitní centrum sv. Jana Křtitele v Praze na Černém Mostě (zamýšlené)